# 마쓰다이라 요시노리 (1640년)

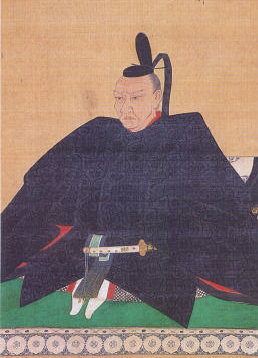
마쓰다이라 요시노리

마쓰다이라 요시노리(일본어: 松平吉品, 1640년 5월 31일 ~ 1711년 10월 23일)는 에도 시대 전기의 다이묘이다. 에치젠 요시에 번주, 동국 후쿠이번 제5, 7대 번주를 지냈다. 정실은 모리 나가쓰구의 딸.
아명은 후쿠마쓰(福松), 다쓰노스케(辰之助)이며 원복 직후의 이름은 마사아키(昌明, 요시에 번주 시절)이며 이후 마사치카(昌親, 후쿠이 번주 취임부터), 다시 마사아키(昌明, 은거 시기부터 후쿠이 번주 재취임까지), 마지막으로 요시노리(吉品, 쇼군 도쿠가와 쓰나요시에게 편휘 요시吉를 받은 후)라는 이름으로 바꾸었다. 후쿠이 번주 마쓰다이라 다다마사의 5남으로 태어났다.
|  | 요시에 번 번주 (에치젠 마쓰다이라가) 1645년 ~ 1674년 | 후임 폐번 |

| 전임 마쓰다이라 미쓰미치 마쓰다이라 쓰나마사 | 제5, 7대 후쿠이번 번주 (에치젠 마쓰다이라가) 1674년 ~ 1676년 1686년 ~ 1710년 | 후임 마쓰다이라 쓰나마사 마쓰다이라 요시쿠니 |